# 投資法人みらい
投資法人みらい（とうしほうじんみらい）は、東京都千代田区に本部を置く投資法人。東証上場銘柄（J-REIT）。

## 概要
三井物産及びイデラキャピタルマネジメントがスポンサーで、資産運用会社は「三井物産・イデラパートナーズ株式会社」である。
オフィス、商業施設、ホテル、住宅等をコアアセットとした総合型J-REITである。
2019年のスターアジア不動産投資法人によるさくら総合リート投資法人の敵対的買収騒動の時は、ホワイトナイトとしてさくら総合リートとの合併契約を締結したが、その後のさくら総合リートの投資主総会でスターアジアとの合併が決まった。

## 沿革
- 2015年（平成27年）12月4日 - イデラリート投資法人として設立
- 2016年（平成28年）1月6日 - 内閣総理大臣による投信法第187条に基づく登録の実施（登録番号　関東財務局長　第111号）
- 2016年（平成28年）9月9日 - 投資法人みらいに商号変更
- 2016年（平成28年）12月16日 - 東京証券取引所に上場

## 主な保有物件
- 品川シーサイドパークタワー（東京都品川区）
- 川崎テックセンター（神奈川県川崎市）
- 新宿イーストサイドスクエア（東京都新宿区）
- ミ・ナーラ（奈良県奈良市）
- 東京衛生学園専門学校（東京都大田区）